# Pierre Levée (Lentillac-du-Causse)
Pour les articles homonymes, voir Pierre levée.
La Pierre Levée, appelée aussi dolmen de Peyrelevade, est un dolmen situé sur la commune de Lentillac-du-Causse dans le département français du Lot.

## Historique
Le dolmen a été fouillé par Jacques-Antoine Delpon au début du XIXe siècle. Il est classé au titre des monuments historiques par arrêté du 12 juillet 1989.

## Description
Le dolmen a été édifié au sommet d'une colline. C'est un dolmen simple.
| Dalle                                                   | Longueur | Épaisseur | Largeur |
| ------------------------------------------------------- | -------- | --------- | ------- |
| Table                                                   | 4,80 m   | 0,50 m    | 3,70 m  |
| Orthostate droit                                        | 3,50 m   | 0,35 m    | 1,10 m  |
| Orthostate gauche                                       | 2,70 m   | 0,25 m    | 1,25 m  |
| Chevet                                                  | 1 m      | 0,15 m    | 1,10 m  |
| Données : Inventaire des mégalithes de la France, 5-Lot |          |           |         |

Selon Delpon, la chambre funéraire ne contenait aucun ossement ni matériel archéologique mais le tumulus du dolmen aurait renfermé dix tombes fermées par des pierres plates placées directement sur les squelettes. Six tombeaux renfermaient qu'un squelette, trois en contenaient plusieurs (avec un maximum de quatre) et le dernier contenait des ossements calcinés mélangés avec des charbons de bois. Une médaille à l'effigie de l'empereur Constantin a été retrouvée dans l'une des tombes. En 1958, un sondage dans le tumulus a livré une poterie attribuée à l'âge du bronze.